# Бжозоґай (Слупецький повіт)
Бжозоґай (пол. Brzozogaj) — село в Польщі, у гміні Островіте Слупецького повіту Великопольського воєводства.
У 1975-1998 роках село належало до Конінського воєводства.